# Cathy Guetta
Pour les articles homonymes, voir Guetta.
Cathy Guetta, née Catherine Lobé le 27 mars 1967 à Dakar (Sénégal), est une organisatrice de soirées et de spectacles, ainsi qu'une personnalité de télévision française.
Après sa jeunesse dans la région toulonnaise, elle débute dans le monde de la nuit et enchaîne de multiples expériences avant de prendre la responsabilité de l'organisation de soirées au Bataclan, salle de concert qu'elle transforme en discothèque, au Palace puis aux Bains Douches. Elle a été l'épouse de David Guetta.

## Biographie
Catherine Lobé est née le 27 mars 1967 à Dakar, d'un père militaire d'origine camerounaise et d'une mère alsacienne ; « Dans ma jeunesse, j'essuyais beaucoup de réflexions » dit-elle à propos de ses origines métissées. Elle passe son enfance avec ses deux frères à Toulon et vit aussi à Saint-Hippolyte-du-Fort. Son père, marin dans la Marine nationale, est souvent absent. Bien que se définissant comme « studieuse, calme et discrète », elle reste une élève médiocre pour finalement échouer au BEP et enchaîner plus tard nombre de petits boulots. À l'adolescence, avec l'arrivée du disco, elle découvre les discothèques sans présager ce que sera son avenir, ; c'est son frère Chris qui lui fait découvrir pour la première fois ces endroits. « Pour moi qui avais passé mon enfance à danser devant mon miroir, découvrir un lieu consacré à la danse, c'était le paradis » précisera-t-elle plus tard.
Vers vingt ans, elle débute à Toulon aux vestiaires de la discothèque La Scala, puis passe au bar et enfin en salle comme serveuse pour les VIP ; elle y rencontre Patty qui partagera nombre d'expériences de sa vie. Cathy vit son travail dans cet établissement comme un épanouissement, émancipée par le monde de la nuit. Après cela, elle part rejoindre Chris, devenu disc-jockey, à La Réunion au Circus, une boîte de bord de plage et y reste plus d'un an ; mais l'expérience face à l'isolement de l'île est un échec et elle rentre en métropole pour prendre un poste à L'Hysteria de Saint-Tropez. Là, Cathy gère l'espace réservé aux VIP et y croise nombre de célébrités. Après son service, au milieu de la nuit, elle a pour habitude de se rendre au Bal ; elle y croise « un jeune homme plutôt frêle » inconnu dans le petit village varois ; elle finit par apprendre que c'est un DJ parisien prénommé David, venu faire la saison à Cavalaire-sur-Mer puis une soirée au Papagayo. C'est dans ce dernier que David l'aborde pour la première fois : « La première fois que je suis entré au Bal, je n'ai vu qu'elle » dit-il, « c'était le coup de foudre ».

### Paris
À la fin de la saison d'été, sans argent ni perspectives, le couple décide d'aller à Paris, tout d'abord en habitant chez le père de David. Dans la capitale où elle ne connaît personne, elle débute quelques semaines par un travail de barmaid au restaurant le Street World Café et sous-loue, seule, un appartement, n'ayant jamais supporté l’ambiance dans la famille de David : « mes futurs beaux-parents considéraient notre relation comme une amourette de vacances. » Rapidement, elle prend en plus un travail au Kit Kat, un petit club sous Le Palace, cumulant ainsi de nombreuses heures de travail. David aussi est parfois certains soirs au Palace de façon éphémère, invité par Philippe Corti, alors directeur artistique du lieu.
Leur couple cahote (« je sens la distance se creuser » souligne-t-elle), mais ils emménagent finalement tous deux dans un petit appartement. Si la vie à deux reste difficile, la transition arrive lorsque David Guetta a l'occasion dans les années 1990 de travailler aux Bains ; elle devient serveuse, puis prend en charge le carré VIP, à l'époque où l'établissement est tenu par Claude Challe et Hubert Boukobza ; c'est « une acharnée de la nuit » écrira d'elle ce dernier.
Elle découvre Ibiza un été avec David, par le hasard d'une rencontre qui l'invite sur l'île : « La claque est monumentale. Nous n'avons jamais vu ça. Nous n'avons jamais rien vu ! Abasourdie, je découvre », dit-elle. Le Privilège, l'Amnesia, le Space, le Café del Mar… Cathy cherche à apprendre le fonctionnement de ces endroits perpétuellement en fête toutes les nuits d'été, où les Français sont notoirement absents à cette époque. Le retour à Paris est difficile, Ibiza ayant marqué les esprits.
Elle épouse David Guetta selon le rite protestant à l'été 1992 ; ils invitent 800 personnes. « En fait, ma première soirée organisée, c'est mon mariage » précise Cathy qui met alors en scène l'ensemble de la cérémonie. Sans argent, le couple se fait prêter la piscine Deligny et tout le nécessaire pour organiser son événement, jusqu'aux accessoires de fête foraine que leur fournit Marcel Campion et la Rolls-Royce d'un client des Bains ; Laurent Garnier, un ami, s'occupe des platines pour la musique et les deux robes de cette journée sont signées Thierry Mugler et Azzedine Alaïa. Après leur mariage, ils achètent un appartement dans le 12e arrondissement de Paris.

### Indépendance
Alors que David est DJ au Queen et Cathy responsable des relations publiques aux Bains, une place enviée, l'idée germe de devenir indépendants. Mais il faut la persévérance de David pour convaincre sa femme d'abandonner sa fonction ; ils arrivent tous deux, avec leur équipe, pour louer tous les soirs le Bataclan après les concerts et y donner « leurs » soirées, début de sa carrière de femme d'affaires. La première se fait avec Naomi Campbell, mille personnes font la queue à l'entrée dans une désorganisation la plus complète, un « fiasco » ruinant en une seule nuit la réputation des Guetta. Plusieurs mois sont nécessaires à Cathy et son équipe pour remonter l'affaire afin que « la rumeur court dans Paris : les fêtes du Bataclan valent le détour ». Enthousiasmé par ce qu'il se passe au Bataclan, Pepe Rosello, le patron du Space, invite le couple à réaliser une « after » sur la terrasse du club un samedi matin. Cathy Guetta travaille sans relâche à la mise en place de sa toute première fête à Ibiza, la « Patchouli Party », mais celle-ci se déroule dans un désastre, un déluge de pluie s’abattant sur l'île, : « fiasco total. […] À peine 200 personnes sont venues » précise-t-elle.
Le Palace, haut lieu des nuits parisiennes, périclite depuis longtemps malgré son rachat par Régine. Philippe Fatien, l'ancien employeur de Cathy aux Bains Douches, propose au couple de reprendre l'endroit comme directeurs artistiques. Finalement, si c'est un autre repreneur qui obtient la cogérance du lieu, les Guetta investissent quand même le club mythique, laissant le soin à Cathy d'organiser nombre de soirées sans se soucier de la gestion comme au Bataclan : entrer « dans la cour des grands. Reprendre une légende nous assure une vraie notoriété. Nous incarnons la nouvelle génération de la nuit » précise-t-elle,. Elle invite l’atypique Pedro Winter à prendre la responsabilité musicale du Fumoir, club dans le club qu'est Le Palace ; il fait alors venir ses amis Dimitri from Paris, Cassius ou Daft Punk.
L'aventure dure environ un an et, malgré l'affluence, le tribunal ordonne entre Noël et le Jour de l'an une mise sous scellés immédiate de l'endroit. La fête prévue le 31 décembre devant être annulée au dernier moment, Cathy veut louer les Bains et appelle donc Hubert Boukobza. Face au succès de cette soirée, ce dernier propose au couple de devenir copropriétaire de sa boîte, et leur laisse carte blanche. Les changements d’ambiance et de clientèle que le couple Guetta impose ne plaisent pas aux habitués qui fuient littéralement l'endroit : les débuts sont laborieux et les critiques se multiplient. Le succès arrive après une réorganisation de la boîte en deux lieux distincts : un club accessible à tous, et un restaurant/discothèque réservé aux VIP. Même si la notoriété de David grandit, à cette époque Cathy est sur le devant de la scène, éclipsant parfois même son mari. « David commençait à être connu, mais moi je ramenais déjà du chiffre d'affaires » dit-elle plus tard. En parallèle, l'été, elle organise des sets au Privilège, la plus grande discothèque d'Ibiza, puis dans d'autres lieux de l'île tels l'Amnésia ou le Pacha, créant pour chaque lieu un concept de soirée : six ans après leur première expérience désastreuse au Space, c'est au Pacha que David et elle créent les soirées « Fuck Me I'm Famous », même si au départ, elle est réticente face à ce slogan provocateur. Plus tard, elle signera ses textos « The Queen of Ibiza », la reine d'Ibiza.
Elle débute au cinéma par un rôle, « minuscule » précise-t-elle, dans Quasimodo d'El Paris de Patrick Timsit puis la même année fait une apparition dans Peut-être avec Romain Duris et Jean-Paul Belmondo. Elle enchaîne avec le téléfilm Sa mère, la pute de Brigitte Roüan et participe à Jet Set puis Trois zéros. Deux ans plus tard, Cathy Guetta est sur le tournage de People, la suite de Jet Set, comme conseillère artistique. David explique que « Fabien Onteniente avait demandé à Cathy de l'aider pour le tournage à Ibiza, d'être sa consultante, afin que le film soit le plus crédible possible ». Ses apparitions dans des émissions de télévision sont alors multiples.
Après plusieurs années à redresser les Bains Douches, les relations avec Hubert Boukobza sont tendues ; ce dernier finit par racheter les parts du couple en juin 2002. Sans lieu leur appartenant, l'avenir du couple (et de David plus précisément) se situe à Ibiza. Cathy Guetta décide alors d'acheter à Paris un restaurant qu'elle rebaptise Le Tanjia du nom du plat éponyme. Elle le décore dans l'esprit d'un riad marocain. Alors que David se fait de plus en plus connaître pour ses disques devenant des tubes, ils s'investissent dans le Pink Paradise, une affaire de table dance, concept précurseur pour l'époque en France. Là encore, les débuts sont compliqués et le salut viendra en partie de la transformation du lieu en discothèque chaque nuit, retrouvant ainsi une clientèle habituelle. Mais le Pink accumule les déboires,.
C'est dans cet établissement qu'elle tourne pour TF1 8 épisodes du concours de télé-réalité Sex Bomb qui a pour but de monter une troupe de chippendales,. Jury d'honneur de cette émission produite par Endemol, la diffusion était prévue à l'été 2004, puis à la rentrée 2004, et n'a jamais été diffusée sur TF1.
Par la suite, Cathy Guetta achète un autre restaurant, La Véranda, qu'elle nomme La Suite. En parallèle, elle organise parfois des soirées privées à Marrakech ou à Cannes. De plus en plus, elle reste seule aux affaires, David étant sollicité de par le monde à la suite du succès de son premier album. Lorsqu'elle tombe enceinte, elle continue de travailler jusqu'au huitième mois. Elle donne naissance à un fils, Tim Elvis, le 9 février 2004. Dans la foulée, elle revend ses parts du Tanjia. Quelques mois plus tard, après avoir repris le travail, elle cède avec réticence — sur l'insistance de David — ses parts dans les deux autres établissements,. C'est réellement vers cette époque que la carrière de son mari explose mais que l'écart se creuse de plus en plus dans le couple.
Les soirées « Fuck Me I'm Famous » qu'elle organise à Ibiza continuent tous les étés depuis des années : « nos soirées sont devenues incontournables et attirent les clubbers du monde entier. Nous avons su imposer notre style. Guetta, c’est maintenant une marque ». Elle signe un parfum nommé « Ibiza » en 2007, une idée qui lui vient à la suite du film People. En septembre de la même année, elle accouche d'une fille, Angie. L'été de l'année suivante, elle fait du Stade de France une immense discothèque de plusieurs dizaines de milliers de personnes au nom de Unighted, by Cathy Guetta, avec son mari en tête d'affiche, puis réitère l'expérience un an après. Début août 2010, c'est au stade Charles-Ehrmann à Nice avec Martin Solveig, David Guetta, Tiësto ou encore Laidback Luke. L'année suivante, elle fonde avec Raphaël Aflalo « My Love Affair », une entreprise spécialisée dans le placement publicitaire qui obtiendra, entre autres, des contrats avec Renault et Mondelēz International.
Elle apparaît dans le clip vidéo de son mari David Guetta avec Akon pour Sexy Bitch en 2009 et seule avec son époux pour The Alphabeat en 2012.
Après des rumeurs démenties qui font le tour du web, le couple divorce finalement en 2014 après une vingtaine d'années de vie commune. Le Figaro titre « Divorce de David et Cathy Guetta : la fin d'un empire ? » Cathy se met en retrait de la vie nocturne. En septembre de la même année, elle devient un des quatre jurés de l'émission de télécrochet Rising Star sur M6,. Quelque temps plus tard, elle déménage à Londres avec ses enfants, tout en maintenant sa présence sur l'île des Baléares, au restaurant-cabaret le Lio avec son propre spectacle et ses danseuses, ou au Hï Ibiza,.

## Filmographie
- 1999 : Quasimodo d'El Paris : prostituée
- 1999 : Peut-être : DJ
- 2000 : Jet Set : Mercedes
- 2001 : La Vérité si je mens ! 2 :  Isabelle
- 2001 : Sa mère, la pute : Ebène
- 2002 : Trois Zéros : Fred
- 2009 : Sexy Bitch
- 2012 : The Alphabeat
- 2012 : Nothing but the Beat : elle-même
- 2019 : Ibiza : Cathy